# Israelische Badminton-Juniorenmeisterschaft
Israelische Badminton-Juniorenmeisterschaften werden seit 1990 ausgetragen.

## Die Titelträger
| Saison    | Herreneinzel       | Dameneinzel       | Herrendoppel                    | Damendoppel                  | Mixed                           |
| --------- | ------------------ | ----------------- | ------------------------------- | ---------------------------- | ------------------------------- |
| 1990      | Gaddi Moses        | Shirley Daniel    | nicht ausgetragen               | nicht ausgetragen            | nicht ausgetragen               |
| 1991      | Dani Schneidman    | nicht ausgetragen | Dani Schneidman Costa Kaminski  | nicht ausgetragen            | nicht ausgetragen               |
| 1992      | Paz Ben Sira       | Anat Sladky       | nicht ausgetragen               | nicht ausgetragen            | nicht ausgetragen               |
| 1993      | Meni Gershon       | Anat Sladky       | nicht ausgetragen               | nicht ausgetragen            | nicht ausgetragen               |
| 1994      | Yoni Azran         | Ira Srabrinski    | nicht ausgetragen               | nicht ausgetragen            | nicht ausgetragen               |
| 1995      | Yoni Azran         | Ira Srabrinski    | Yoni Azran Vadim Sviderski      | nicht ausgetragen            | nicht ausgetragen               |
| 1996      | Ohad Hall          | keine Daten       | Nir Yusim Boris Kroitor         | Ira Srabrinski Nava Daloya   | Ohad Hall Esther Kaufman        |
| 1997      | Nir Yusim          | Rina Fridman      | Boris Kroitor Serge Antonuke    | Ira Srabrinski Rina Fridman  | Boris Kroitor Rina Fridman      |
| 1998      | Boris Kroitor      | Esther Kaufman    | Boris Kroitor Barak Meyon       | Lena Gridenberg Rina Fridman | Boris Kroitor Lena Gridenberg   |
| 1999      | Boris Kroitor      | nicht ausgetragen | Boris Kroitor Eran Ashtamkar    | Rina Fridman Mayan Federov   | Sergey Antoniuk Mayan Federov   |
| 2000      | Shai Geffen        | nicht ausgetragen | Shai Geffen Barak Meyon         | Rina Fridman Mayan Federov   | Barak Myon Rina Fridman         |
| 2001      | Shai Geffen        | Ruslana Brodski   | Barak Meyon Alexander Bass      | Ruslana Brodski Efrat Daloya | Barak Meyon Ruslana Brodski     |
| 2002 2004 | nicht ausgetragen  | nicht ausgetragen | nicht ausgetragen               | nicht ausgetragen            | nicht ausgetragen               |
| 2005      | Alexander Bass     | nicht ausgetragen | Alexander Bass Misha Zilberman  | nicht ausgetragen            | nicht ausgetragen               |
| 2006      | nicht ausgetragen  | nicht ausgetragen | nicht ausgetragen               | nicht ausgetragen            | nicht ausgetragen               |
| 2007      | Misha Zilberman    | nicht ausgetragen | Alexander Bass Misha Zilberman  | nicht ausgetragen            | nicht ausgetragen               |
| 2008 2013 | keine Daten        | keine Daten       | keine Daten                     | keine Daten                  | keine Daten                     |
| 2014      | nicht ausgetragen  | nicht ausgetragen | nicht ausgetragen               | nicht ausgetragen            | Yonathan Levit Yana Molodezki   |
| 2015      | Yonathan Levit     | nicht ausgetragen | Yonathan Levit Daniel Bedrack   | nicht ausgetragen            | nicht ausgetragen               |
| 2016      | nicht ausgetragen  | nicht ausgetragen | nicht ausgetragen               | nicht ausgetragen            | nicht ausgetragen               |
| 2017      | May Bar Netzer     | nicht ausgetragen | Itamar Degani May Bar Netzer    | nicht ausgetragen            | nicht ausgetragen               |
| 2018      | May Bar Netzer     | Dana Danilenko    | nicht ausgetragen               | Yuval Pugach Sheri Rotshtein | Maxim Grinblat Yuval Pugach     |
| 2019      | Maxim Grinblat     | Heli Neiman       | Maxim Grinblat Ori Shapira      | Nastia Bantish Yuval Pugach  | Maxim Grinblat Yuval Pugach     |
| 2020      | Rotem Mugilner     | Heli Neiman       | Idan Schneidman Mark Aronchik   | nicht ausgetragen            | Shai Yanai Noa Buller           |
| 2021      | Idan Schneidman    | Heli Neiman       | Idan Schneidman Mark Aronchik   | nicht ausgetragen            | Amir Shapira Heli Neiman        |
| 2022      | Idan Schneidman    | Ana Kirilova      | Idan Schneidman Mark Aronchik   | Ana Kirilova Zohar Amoyal    | Idan Schneidman Ana Kirilova    |
| 2023      | Daniil Dubovenko   | Zohar Amoyal      | Daniil Dubovenko David Pupko    | nicht ausgetragen            | Shawn Grinblat Zohar Amoyal     |
| 2024      | Sharon Perelshtein | Alina Bergelson   | Shon Leitman Sharon Perelshtein | Alina Bergelson Zohar Amoyal | Sharon Perelshtein Zohar Amoyal |
| 2025      | Guy Nahlieli       | Alina Bergelson   | Yoav Ekstein Noam Hochman       | Alina Bergelson Ita Sima     | Adam Travinskiy Alina Bergelson |